# Аливердиев, Абдулхак Абутрабович
 Аливердиев Абдулхак Абутрабович  (10.12.1910, Ахты, Россия — 6.10.1992, Махачкала, Россия) — российский и советский учёный, доктор ветеринарных наук, профессор, один из ключевых разработчиков вакцины против бруцеллеза, ветеран Великой Отечественной войны. По национальности лезгин.

## Биография
Родился 10 декабря 1910 г. в лезгинском селении Ахты Ахтынского района Дагестана в семье крестьянина.
Отец — Абутраб Аливердиевич Аливердиев (1886—1963), до революции — рабочий, по возвращении из г. Баку — крестьянин.
Мать — Дюрнисе Мурадалиевна Аливердиева (1890 (?) −1964) — до революции домохозяйка, затем колхозница.
Жена — Аливердиева (Федорова) Нина Николаевна (1907—2002) — врач высшей категории, автор ряда научных трудов и монографий, кандидат медицинских наук.
1927—1931 гг. — учёба в Дагестанском зооветеринарном техникуме. Окончил с рекомендацией продолжить образование в Институте (в числе менее 5 % выпускников).
1931—1934 гг. — главный ветеринарный врач с. Ахты.
1932—1934 гг. — одновременно секретарь коллектива комсомольских организаций с. Ахты.
1933—1934 — зав. охранно-карантинного пункта временного охранно-карантинного пояса Главного Кавказского хребта.
1934—1938 гг. — студент Московского ветеринарного института, по окончании которого получил диплом с отличием.
1938 — июль 1941 гг. — аспирант кафедры микробиологии Московского ветеринарного института.
С 17 июля 1941 г. мобилизован в ряды Красной Армии, служил ветеринарным врачом в 1011 СП, 253 дивизии Московского военного округа.
В ноябре 1941 года командирован НАРКОМЗЕМом СССР в Казахстан для борьбы с эпидемиями, а также организации размещения животных, прибывающих из прифронтовых регионов.
В сентябре 1944 года вернулся в Московский ветеринарный институт, где был утвержден в должности доцента кафедры эпизоотологии, возглавляемой академиком С. Н. Вышелесским.
1944—1945 гг. — доцент кафедры эпизоотологии Московского ветеринарного института.
В ноябре 1945 года по просьбе Дагестанского правительства НАРКОМЗЕМом откомандирован в Дагестанский сельскохозяйственный институт заведующим кафедрой эпизоотологии.
1945—1952 гг. — заведующий кафедрой эпизоотологии ДСХИ и одновременно научный сотрудник сектора зоологии Дагестанского филиала АН СССР.
1952—1954 гг. — зав. сектором ветеринарии Даг. филиала АН СССР.
1954—1956 гг. — директор Института животноводства Даг. филиала АН СССР.
В 1956 году этот институт был реорганизован в Дагестанский научно-исследовательский институт сельского хозяйства, в котором занял должность зав. лабораторией микробиологии и физиологии.
1959—1967 гг. — директор Дагестанской научно-исследовательской ветеринарной станции.
Абдулхак Абутрабович подготовил материалы, обосновавшие необходимость создания в Дагестане научно-исследовательского института ветеринарии, который был организован на базе Даг. НИВИ в 1967 году. С 1967 года профессор, Абдулхак Абутрабович был директором, затем зам. директора по научной работе этого института.
Абдулхак Абутрабович доктор ветеринарных наук, Заслуженный деятель науки Дагестана имеет ряд изобретений, отмечен орденами «Отечественной войны Второй степени» и «Трудового Красного Знамени», военными и трудовыми медалями (в том числе «За трудовое отличие»), грамотами Верховного совета ДАССР, медалью ВАСХНИЛ им. С. Н. Вышелесского, тремя медалями ВДНХ СССР за развитие ветеринарной науки и практики, осуществил научное руководство по подготовке аспирантов и научных работников (под его руководством были подготовлены две докторских и шесть кандидатских диссертаций), автор более 150 научных работ, включая книги и монографии, им были даны более ста заключений и рецензий.
Память об Абдулхаке Абутрабовиче Аливердиеве увековечена установкой мемориальной доски на доме и стипендией его имени в ДСХА.

## Научные труды
Title: Immunization of sheep with a vaccine of the Br. melitensis REV-1 strain.
Foreign Title: Immunizatsiia ovets vaktsinoi iz shtamma Br. melitensis REV-1
Author(s): Ulasevich P S; Aliverdiev A A; Iusupov O Iu
Source: Veterinariia Issue: 12 Pages: 57-9 Published: 1975-Dec
Title: IMMUNIZATION OF SHEEP WITH A VACCINE FROM BRUCELLA-MELITENSIS STRAIN REV-1
Author(s): ULASEVICH P S; ALIVERDIEV A A; YUSUPOV O YU
Source: Veterinariya (Moscow) Volume: 12 Pages: 57-59 Published: 1975
Title: Measures for preventing enzootic ataxia of lambs and buffalo calves.
Foreign Title: Mery profilaktiki enzooticheskoi ataksii iagniat i buivoliat.
Author(s): Aliverdiev A A; Gireev G I; Gireeva T M
Source: Veterinariia Volume: 46 Issue: 1 Pages: 71-2 Published: 1969-Jan
Title: On contagious pustulous stomatitis of sheep in Dagestan.
Foreign Title: O kontagioznom pustuleznom stomatite ovets v Dagestane.
Author(s): Samoilov P P; Aliverdiev A A
Source: Veterinariia Volume: 44 Issue: 1 Pages: 51-3 Published: 1967-Jan
Title: A case of papillomatosis in young cattle.
Foreign Title: Sluchai zabolevaniia molodniaka krupnogo ragatogo skota papillomatozom.
Author(s): Aliverdiev A A; Dalgat M M; Sheikhaliev I
Source: Veterinariia Volume: 43 Issue: 10 Pages: 35 Published: 1966-Oct
Title: The use of vaccine of strain 19 for brucellosis control.
Foreign Title: Primenenie vaktsiny shtamma 19 protiv brutselleza.
Author(s): Aliverdiev A A
Source: Veterinariia Volume: 42 Issue: 11 Pages: 32-3 Published: 1965-Nov
Title: On the preservation of viability of microorganisms under extremely low temperatures.
Foreign Title: O sokhranenii mikroorganizmami zhiznesposobnosti pri sverkhnizkikh temperaturakh.
Author(s): Aliverdiev A A
Source: Mikrobiologiia Volume: 34 Issue: 2 Pages: 265-7 Published: 1965 Mar-Apr